# 梁万站
梁万站位于中华人民共和国江西省南昌市青山湖区火炬大街与高新大道交叉口地下，是南昌地铁3号线的地铁车站，车站于2020年12月26日和3号线一同启用。

## 车站结构
车站为地下二层岛式车站:55；东端设入段线并具备折返能力:36。

### 楼层
| 1层  | 地面               | 出入口                         |  |  |
| -1层 | 站厅               | 自动售票机、客服中心           |  |  |
| -2层 |                    | █ 3号线 往银三角北（火炬广场） |  |  |
|      | 岛式站台，左侧开门 |                                |  |  |
|      |                    | █ 3号线 往京东大道（终点站）   |  |  |

### 出入口
梁万站共有4个出入口，4号口目前只开放无障碍电梯。
| 编号             | 指示     | 图片 | 建议前往的目的地                                               |
| ---------------- | -------- | ---- | -------------------------------------------------------------- |
| 出口 · 1L        | 火炬大街 |      | 联通广场、高新四路、南昌大学国家大学科技园、南大博仕创新大厦   |
| 出口 · 2L        | 火炬大街 |      | 银企大厦、国家软件园、高新四路、绿悦大厦、昌吉大厦、建才创业园 |
| 出口 · 3L        | 火炬大街 |      | 园中源大酒店、华庭雅居、高新三路、创新大厦、竹苑校区           |
| · （只开放电梯） | 高新大道 |      | 联发时代天阶、泰豪科技园、创业路                               |
| 註： 設有        |          |      |                                                                |

## 历史
- 2008年9月15日开始公示5条线路的规划中为4号线和5号线换乘站[2][3][4]。
- 2014年1月23日3、4号线优化调整规划批前公示，本站为3号线和5号线换乘站[5][6]。
- 2014年3月21日公布的“南昌市城市快速轨道交通建设规划（2014-2020）环评”显示本站名为火炬大街站[7]。
- 2015年5月5日《南昌市城市轨道交通第二期建设规划(2015-2021)》得国家发改委批复，显示本站名为“火炬大街站”[8]。
- 2015年7月20日南昌市轨道交通3号线工程环境影响评价文件拟受理情况的公示，[9]公布了《南昌市轨道交通3号线工程环境影响报告书（公示稿）》[1]。
- 2015年8月4日《关于南昌市轨道交通3号线工程规划选址的批前公示》，“火炬大街站”位于青山湖大道与火炬大街的交叉口[10][11]。
- 2016年8月6日南昌晚报报道了地铁2、3号线车站改名情况；本站改名为梁万站[12]。